# Stelis lasallei
Stelis lasallei är en orkidéart som beskrevs av Ernesto Foldats. Stelis lasallei ingår i släktet Stelis och familjen orkidéer. Inga underarter finns listade i Catalogue of Life.